# زندگی خصوصی شرلوک هولمز
زندگی خصوصی شرلوک هولمز (انگلیسی: The Private Life of Sherlock Holmes) فیلمی ۱۲۵ دقیقه ای به کارگردانی بیلی وایلدر است که محصول سال ۱۹۷۰ کشور بریتانیا است.
این فیلم بر اساس فیلمنامه‌ای که مشترکاً توسط بیلی وایلدر و آی ای ال دایموند نوشته شده بود ساخته شد. این فیلمنامه به یادداشت‌های دکتر واتسن، دستیار کارگاه مشهور انگلیسی شرلوک هلمز اشاره می‌کند و در طول داستان این نکته آشکار می‌شود که این کارگاه مشهور با برخی از موکلین پرونده‌هایش ارتباط داشته است.

## بازیگران
- رابرت استیونس در نقش شرلوک هولمز
- ژنویو پژ در نقش «گابریله والادون»
- کالین بلکلی در نقش دکتر واتسن
- کریستوفر لی در نقش «مایکرافت هولمز»
- استنلی هالووی در نقش نخستین قبرکن
- کاترین لیسی در نقش پیرزن
- تامارا تومانوفا در نقش «مادام پتروفا»
- کلایو ریول در نقش «روگوژین»
- کینستن ریوز
- مایکل بالفور

## نکات
- فیلمنامه «زندگی خصوصی شرلوک هلمز» با ترجمه بابک تبرایی از سوی نشر نیلا منتشر شده است.